# Kauza Brady
Kauza ohledně státního vyznamenání Jiřího Bradyho se odehrála v říjnu 2016 v souvislosti s udílením státních vyznamenání 28. října 2016. Jádrem sporu bylo prohlášení ministra kultury ČR Daniela Hermana, že prezident Miloš Zeman neudělil vyznamenání Jiřímu Bradymu kvůli ministrovu setkání s dalajlámou.

## Nominace Jiřího Bradyho

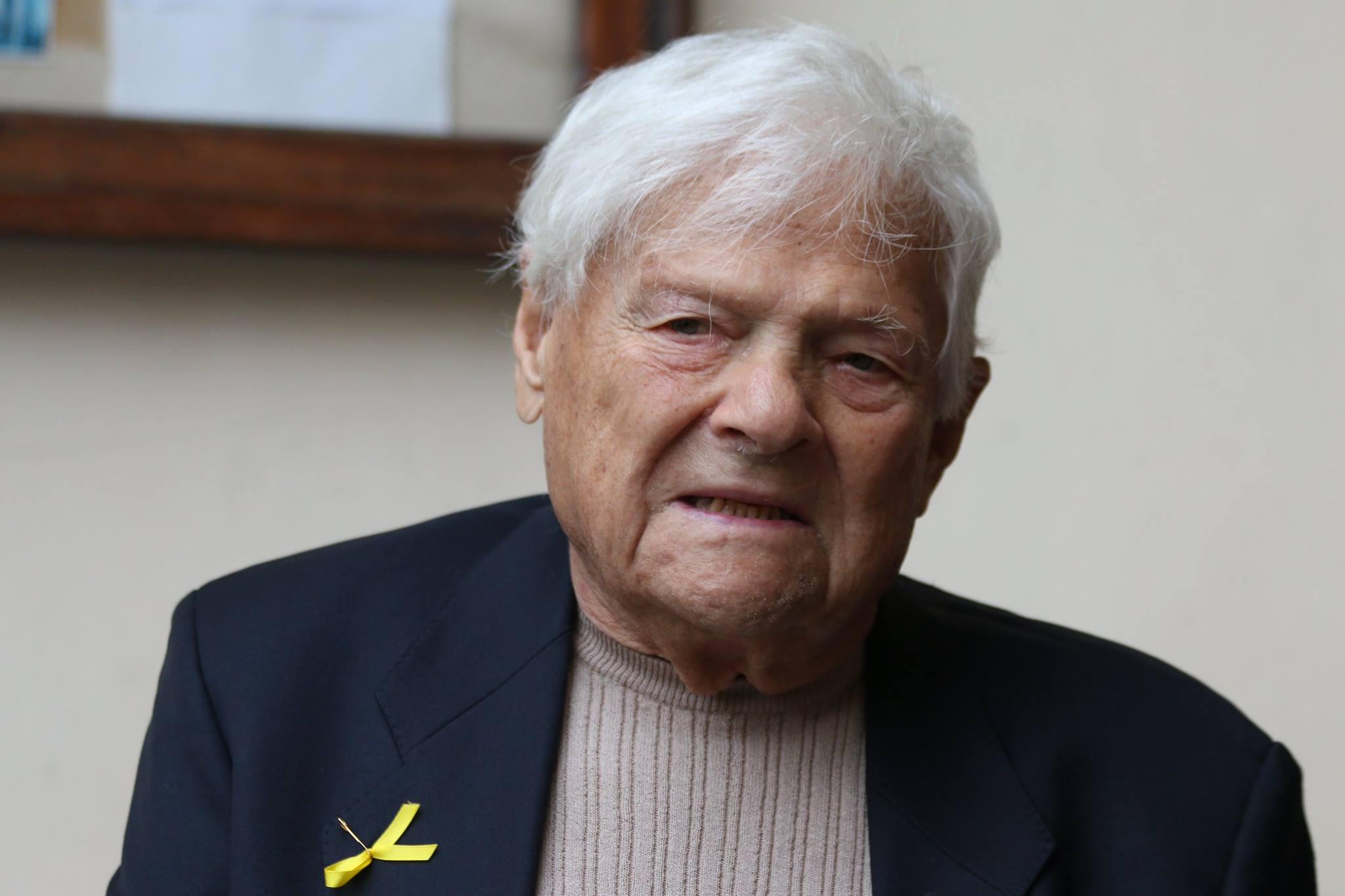
Jiří Brady na akci Jirko, děkujeme. Nemlčíme., 25. října 2016

Brady byl již v letech 2013 a 2014 navržen Poslaneckou sněmovnou na státní vyznamenání, ani jednou ale těmto návrhům prezident republiky nevyhověl. V roce 2016 pak další sněmovní návrh svým osobním doporučujícím dopisem ze dne 29. června 2016 podpořil i ministr kultury ČR Daniel Herman, Bradyho vzdálený synovec (o příbuzenském vztahu se však nezmínil). Dne 5. července 2016 prezidentův kancléř Vratislav Mynář potvrdil přijetí tohoto návrhu.
Prezident Zeman podle svých slov obdržel pro rok 2016 celkem 586 nominací na udělení státních vyznamenání, ze kterých pro ocenění vybral 31 osobností.

## Dění před vypuknutím kauzy

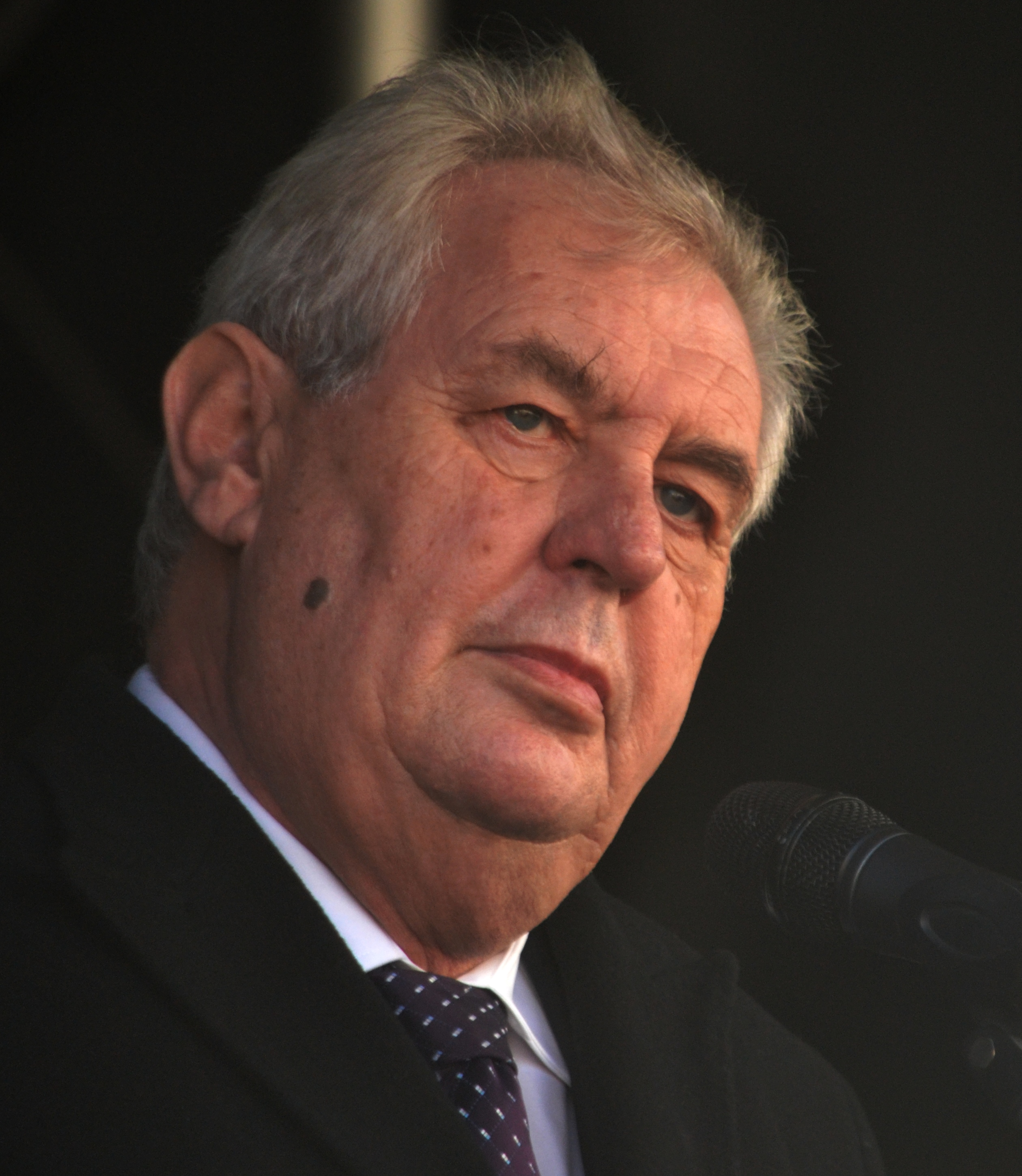
Miloš Zeman, prezident ČR

Ve čtvrtek 8. září 2016 se na slovenském velvyslanectví v Praze konalo společenské setkání. Na něm údajně prezident Zeman sdělil ministru Hermanovi, že vyznamenání pro Jiřího Bradyho schválil, ale pokud se při nadcházející pražské konferenci Forum 2000 Herman sejde s dalajlámou Tändzinem Gjamcchou, pak Zeman nechá Bradyho ze seznamu vyznamenaných vyškrtnout. Herman hovořil o tom, že svědky jejich rozhovoru byli slovenský velvyslanec Peter Weiss a ministři Jan Mládek a Dan Ťok, nikdo z nich však Hermanovu verzi později nepotvrdil. Mluvčí prezidenta Jiří Ovčáček tvrdil, že byl jejich setkání také účasten, předložení podobného ultimáta však popřel.
V úterý 13. září navštívila ředitele zahraničního odboru Hynka Kmoníčka čínská velvyslankyně a zajímala se, zda se ministr Herman s dalajlamou skutečně setká.
V úterý 27. září měl Zeman podle Hermana opakovat svou žádost, aby se Herman s dalajlámou nesetkával jako ministr. Herman pak o tom informoval také vedení KDU-ČSL, jíž je členem.
Ve středu 12. října telefonoval hradní protokolář Jindřich Forejt do Kanady panu Bradymu, což potvrdily médiím i Bradyho manželka Tereza a dcera Lara. Podle nich jim prý Forejt oznámil, že prezident Zeman udělí Bradymu vyznamenání (Řád Tomáše Garrigua Masaryka) u příležitosti státního svátku 28. října 2016: „Bylo nám oznámeno, že pan Brady dostane řád T. G. Masaryka, že ta ceremonie je 28. října a dostali jsme detaily, kolik lidí si na to může pozvat, kdy to začne, jak to bude všechno probíhat.“ Forejt si však zřejmě pouze ověřoval informace o potenciálně vyznamenaném a zmínil se jen o návrhu na vyznamenání, nikoli o finálním rozhodnutí prezidenta.
Pravděpodobně v neděli 16. října podepsal prezident Zeman konečnou verzi seznamu 31 osobností, kterým na slavnostním shromáždění předá státní vyznamenání. Tento seznam byl poté odeslán předsedovi vlády Sobotkovi ke spolupodepsání.

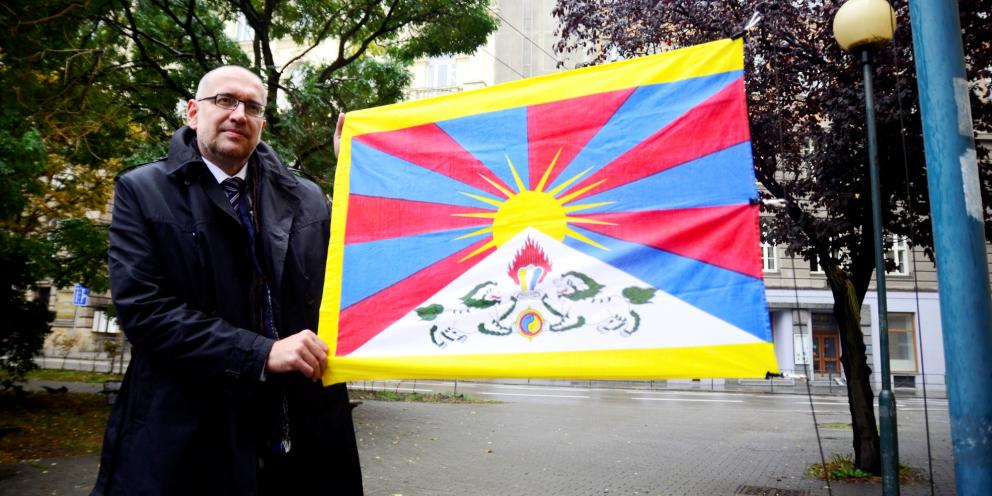
Rektor Masarykovy univerzity Mikuláš Bek s tibetskou vlajkou

V pondělí 17. října čínská velvyslankyně znovu navštívila Hynka Kmoníčka a zajímala se o možné změny vládní politiky k Číně.
V úterý 18. října se ministr Herman skutečně sešel s dalajlámou, a to oficiálně jako člen vlády – přímo v budově Ministerstva kultury. Krátce předtím si však povolalo čínské ministerstvo zahraničí českého velvyslance v Pekingu a vyzvalo ho, aby se nikdo z české vlády s dalajlamou nesetkával. V reakci na to svolal prezident Zeman setkání s dalšími ústavními činiteli a společně pak vydali oficiální prohlášení nejvyšších představitelů ČR, ve kterém ministrovo setkání s dalajlámou považují za jeho osobní aktivitu a ve kterém pak potvrzují neměnnost dlouhodobé politiky České republiky vůči Číně, a to včetně uznání Tibetu (jehož jsou dalajlámové tradičními vládci) jako součást Číny.
Ve středu 19. října předseda vlády Bohuslav Sobotka obdržel z hradní kanceláře ke kontrasignaci seznam vyznamenaných, na němž Brady nefiguroval. Téhož dne vyjádřil rektor Masarykovy univerzity Mikuláš Bek své znepokojení nad tónem Prohlášení čtyř, a to vyvěšením tibetské vlajky před budovou rektorátu v symbolický čas za pět minut dvanáct; k této aktivitě se připojila i řada dalších českých vysokých škol.
Ve čtvrtek 20. října informoval hradní protokolář Forejt ministra Hermana coby navrhovatele, že jeho návrhu na vyznamenání Jiřího Bradyho pro letošní rok prezident nevyhověl. Stalo se tak formou SMS zprávy: „Pane ministře, dobrý den, chtěl bych vás informovat, že diskutovaný návrh na udělení/propůjčení státního vyznamenání byl pro letošní rok odložen.“

## Vypuknutí kauzy

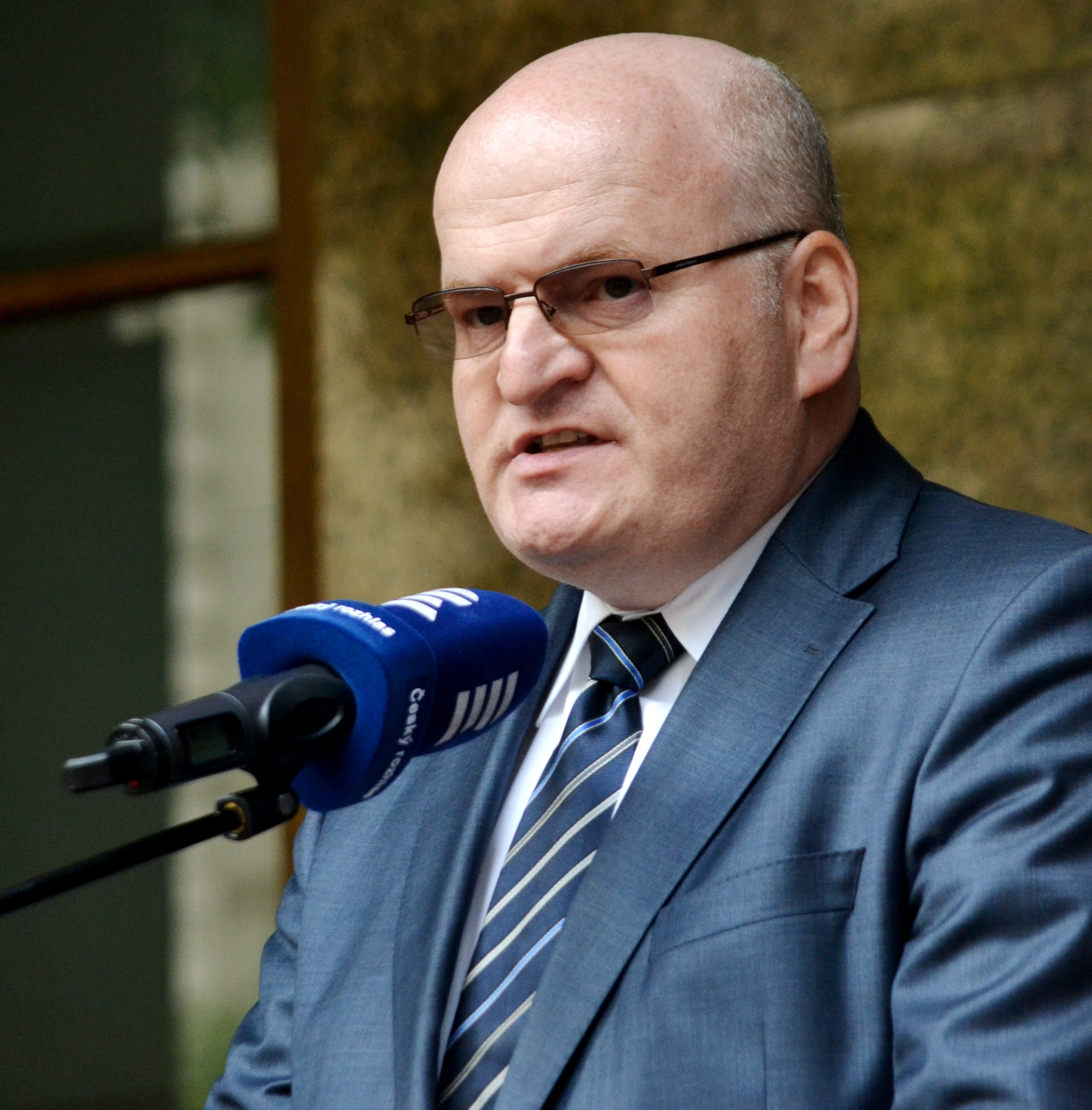
Daniel Herman, ministr kultury

V pátek 21. října informoval ministr Herman novináře, že prezident Zeman se rozhodl zrušit již schválené státní vyznamenání pro Bradyho kvůli tomu, že se Herman (vzdálený Bradyho synovec) setkal s dalajlámou. Tvrzení ministra Hermana rozpoutalo bouři nevole a následných kulturně-politických akcí, odsuzujících prezidenta Zemana.
V sobotu 22. října předseda vlády Sobotka uvedl na svém Twitteru, že by se prezident měl „zachovat jako státník a vyznamenání Bradymu udělit“. Zároveň téhož dne potvrdil, že jméno Bradyho nebylo uvedeno mezi návrhy, které mu prezident zaslal ke spolupodepsání, výzvu na Zemanovu adresu však už zmírnil: „Vzhledem k ústavní tradici nezbývá než rozhodnutí prezidenta respektovat. Je to pouze on, kdo návrhy na vyznamenané ke kontrasignaci předsedovi vlády předkládá.“ Místopředseda vlády Andrej Babiš se téhož dne sešel s prezidentem Zemanem na zámku v Lánech a novinářům pak sdělil, že Zeman sice požádal Hermana o zrušení schůzky s dalajlamou, popřel však spojitost s oceněním pro Bradyho, protože „pokud (by) mu Hrad vyznamenání slíbil, jeho neudělení by bylo nepřijatelné.“ Prezidentův mluvčí Jiří Ovčáček uvedl, že on v tuto chvíli seznam vyznamenaných nezná.
Řada dalších osobností však už téhož dne rozpoutala akce proti prezidentovi.
Katolický kněz Tomáš Halík označil Zemanovo údajné jednání za hanebné vydírání a nízkou mstu a vyzval k bojkotu slavnosti na Hradě: „Chtěl bych (...) vyzvat všechny slušné lidi mezi pozvanými na hradní recepci 28. října - a zejména představitele církví, kulturního a akademického světa - aby se na protest a ze solidarity s panem Jiřím Brady udělování státních vyznamenání letos nezúčastnili.“ Podobnou výzvu a kritiku hradního postupu zopakoval i kardinál Miloslav Vlk.
Místopředseda Poslanecké sněmovny Petr Gazdík (STAN) prohlásil: „V situaci, kdy se státní vyznamenání udělují podle politických názorů příbuzných, už není možné mlčet. To se dostáváme někde do polototalitního nebo totalitního režimu, to jsme zažili za komunismu nebo fašismu.“ Začal proto organizovat alternativní akci k oslavám vzniku Československa a vyzval, aby lidé vznik republiky oslavili v pátek 28. října večer na Staroměstském náměstí. K vystoupení na této alternativní oslavě se předběžně ohlásil ministr Daniel Herman, bývalý premiér Petr Pithart nebo podnikatel a kandidát do prezidentských voleb 2018 Michal Horáček, který ji zároveň celou moderoval.
Zemanův soupeř z prezidentských voleb, poslanec TOP 09 Karel Schwarzenberg, dal před slavnostním ceremoniálem na Pražském hradě přednost konferenci v Bratislavě.
Svou neúčast na hradní slavnosti ohlásili například eurokomisařka Věra Jourová, ministr zemědělství Marian Jurečka, ministr pro lidská práva Jiří Dienstbier, předseda ODS Petr Fiala (včetně většiny zákonodárců této strany) nebo plzeňský biskup Tomáš Holub. Naopak k účasti na ceremoniálu se přihlásili předseda TOP 09 Miroslav Kalousek (připustil však, že za určitých okolností by se rovněž neúčastnil), ministryně práce Michaela Marksová, ministryně pro místní rozvoj Karla Šlechtová, ministr průmyslu Jan Mládek nebo předseda Nejvyššího soudu Pavel Šámal.

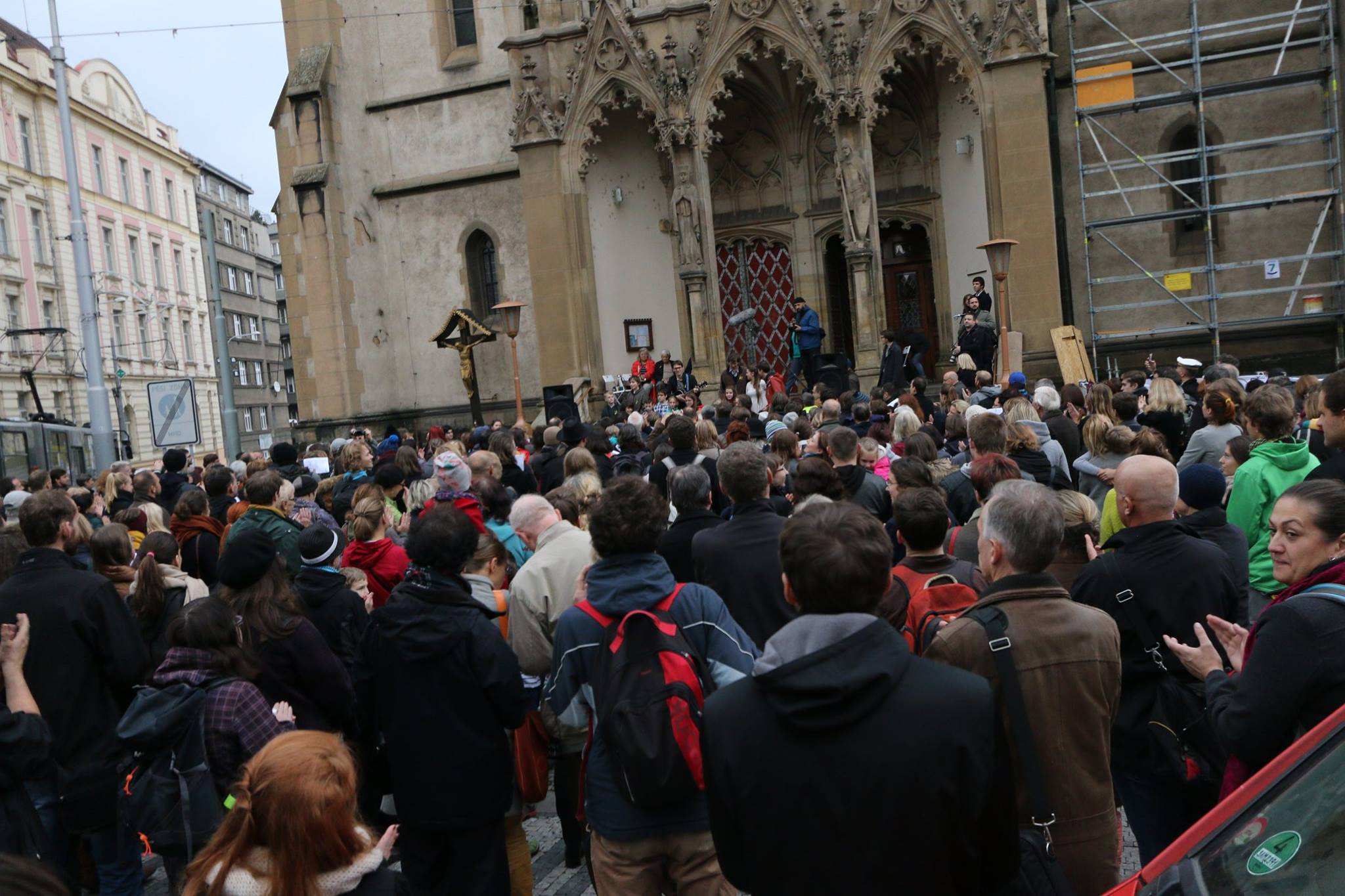
Strossmayerovo náměstí 25. října 2016

V neděli 23. října prezidentův mluvčí Ovčáček uvedl, že prezident obdržel 586 nominací na vyznamenání a že ocení přibližně 30 skvělých osobností. Potvrdil, že Bradyho jméno na seznamu vyznamenaných skutečně není, ale že tam ani nikdy nebylo. Téhož dne večer Jiří Brady s manželkou přiletěli z Portugalska do Prahy, kde na ně na ruzyňském letišti čekal ministr Herman a kde byla vzápětí uspořádána tisková konference. Bradyovi vyjádřili překvapení nad tímto přijetím.
V pondělí 24. října vyzvali předseda vlády Bohuslav Sobotka a předseda Poslanecké sněmovny Jan Hamáček prezidenta Zemana, aby vyřešil situaci tím, že státní vyznamenání Bradymu udělí, což podpořil i místopředseda vlády Pavel Bělobrádek.
V úterý 25. října prezidentův mluvčí Ovčáček sdělil, že je prezident Zeman připraven „učinit gesto dobré vůle“  a zvážit ocenění Bradyho při jiné vhodné příležitosti. Sám Brady však už v té době uvedl, že vyznamenání z rukou prezidenta by po předchozích peripetiích už nepřijal. Příznivci Jiřího Bradyho se v ten den setkali na Strossmayerově náměstí za pozornosti médií.
V následujících dnech se pak Bradymu dostalo ocenění mnoha jinými způsoby. Například primátorka Prahy Adriana Krnáčová mu předala symbolický klíč k městu a rektor olomoucké Univerzity Palackého Jaroslav Miller mu nabídl akademické ocenění.

## Reakce v médiích
Kauzu reflektovala prakticky všechna česká média – noviny, rozhlasové a televizní stanice, elektronické zpravodajské weby i SMS zpravodajství České tiskové kanceláře.
Jednou z nejviditelnějších akcí pak bylo zpolitizování zábavného pořadu Show Jana Krause (vysílaného televizní stanicí Prima), na jehož natáčení v úterý 25. října 2016 úvodem vystoupila řada osobnosti s kritikou na adresu prezidenta Zemana ať už obecnou, nebo v souvislosti s některými jeho kroky a zejména pak v souvislosti neudělením vyznamenání Jiřímu Bradymu, který byl rovněž hostem toho dílu. V úvodní pasáži vystoupil mj. bývalý ministr vnitra ČR Jan Ruml, který dokonce vyzval k nalezení způsobu, jak prezidenta Zemana úplně sesadit. Režisér Jiří Svoboda později takový návrh odsoudil s tím, že účastníci se nedokáží smířit s jinými názory: „Ti lidé stále mluví o demokracii. Ale oni chtějí svoji demokracii, ne tu, která vznikla volbami.“ Tento díl pořadu se měl vysílat ve středu 26. října večer, televize jej však nahradila starším dílem a odůvodnila to tím, že díl s Bradym nebyl tvůrci pořadu dodán včas, což ale dramaturgyně pořadu Simona Matásková ještě téhož večera popřela. Ve čtvrtek 27. října pak televize Prima zdůvodnila neodvysílání dílu obavami před možným postihem od Rady pro rozhlasové a televizní vysílání kvůli „porušení zákonné povinnosti objektivity a vyváženosti,“ což odmítl předseda RRTV Ivan Krejčí s tím, že tato povinnost se vztahuje na zpravodajské a publicistické, ne však na zábavné pořady. Díl byl nakonec odvysílán ve čtvrtek 27. října večer a následně byl uveřejněn i na oficiálním YouTube kanálu pořadu, kde podle smlouvy smí být publikován až po odvysílání v televizi.
Kauzy si dále všimla mnohá zahraniční média, např. agentura Reuters, izraelský The Jerusalem Post, americké The New York Times, dánský Denmark News.Net či asijská síť Channel NewsAsie.

## Pochyby o věrohodnosti

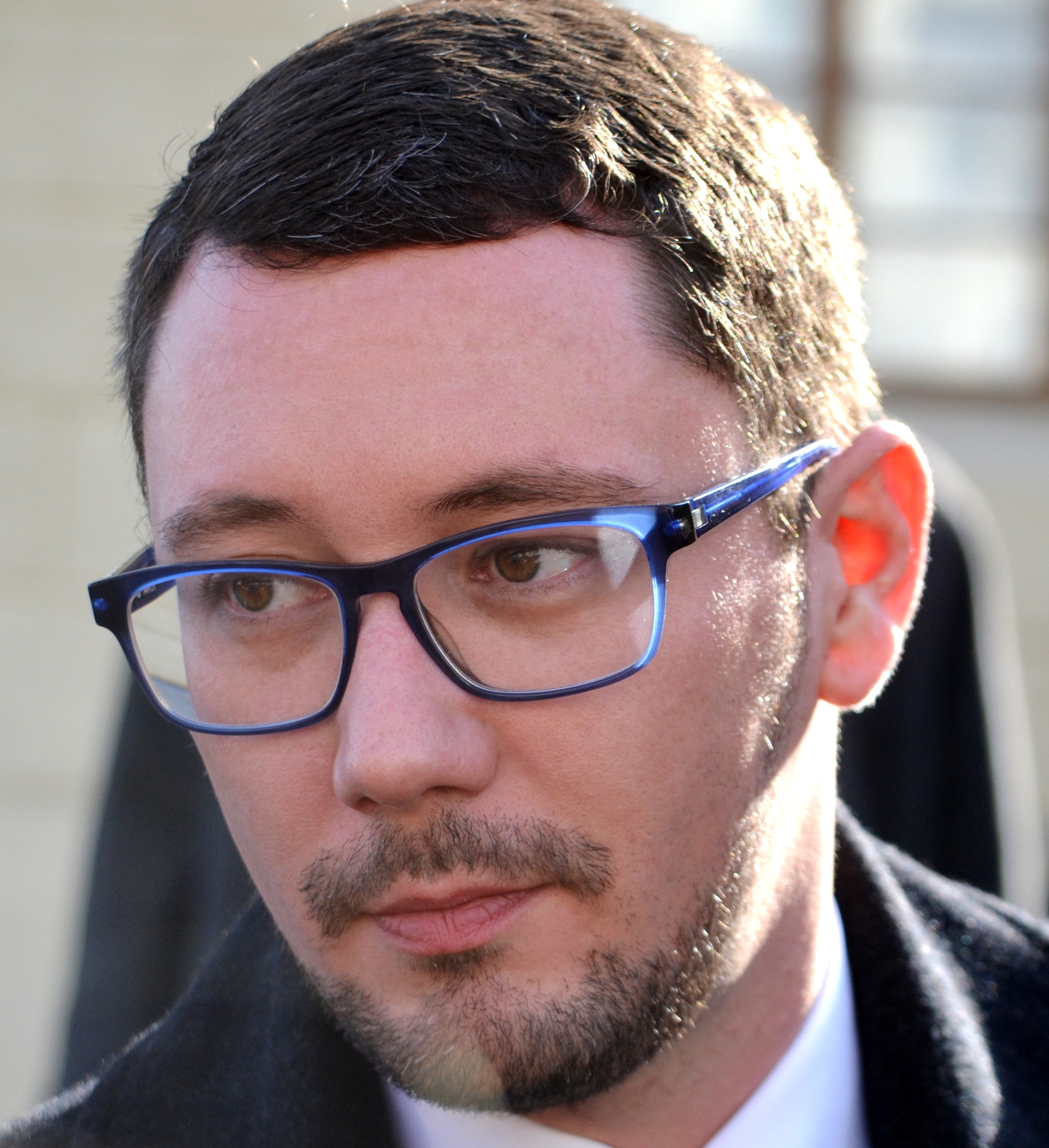
Jiří Ovčáček, mluvčí prezidenta republiky

Podle prezidentova mluvčího Ovčáčka je celá kauza založena na lži. Potvrdil, že hradní protokolář Jindřich Forejt sice Bradymu telefonoval, ale neoznámil mu přitom udělení vyznamenání, nýbrž pouze „indikoval některé údaje, jako to dělá každý rok.” Stejně vyznívá i oficiální prohlášení Kanceláře prezidenta republiky a toto vyjádření nepřímo potvrdil předseda vlády Bohuslav Sobotka, podle kterého Bradyho jméno nikdy nefigurovalo na oficiálním seznamu vyznamenaných, který mu byl předložen ke kontrasignaci.
Prezident Zeman v rozhovoru pro časopis Týden řekl, že stejně jako předchozí prezidenti, ani on Bradyho nehodlá vyznamenat s odůvodněním, že „prezidenti mají udělovat státní vyznamenání lidem, kteří pracovali pro Českou republiku a její občany.“ S jeho názory se ztotožnil i exprezident Václav Klaus, podle kterého jde o uměle vytvořenou destabilizační hru: prezident Havel uděloval cca 60 vyznamenání ročně, on sám (Klaus) cca 20 vyznamenání ročně a že tedy v Bradyho případě „... jsme byli zaslepení, hloupí, že jsme tohoto mimořádného člověka našich dějin do dnešního dne neobjevili? Nebo to znamená něco jiného?”
V Hermanův neprospěch působí skutečnost, že údajný Zemanův nátlak oznámil až se zpožděním několika týdnů, že pro své tvrzení má pouze subjektivní důkaz v podobě vlastnoručně napsaného e-mailu bez průkazných metadat a že ani jeden ze tří údajných svědků rozhovoru na slovenském velvyslanectví jeho verzi nepotvrdil. Zároveň ji však žádný ze svědků nevyvrátil.
Ve prospěch Zemana pak hovoří sdělení diplomatických okruhů – jelikož má Brady i občanství Kanady, musela by informace o udělení státního vyznamenání (popřípadě žádost o formální souhlas vlády daného státu s udělením cizího státního vyznamenání) jít jak přes kanadské velvyslanectví v Praze, tak i přes české velvyslanectví v Ottawě již několik měsíců před samotným datem vyznamenávání. České velvyslanectví však žádnou takovou žádost nevyřizovalo a velvyslanectví Kanady už 25. října 2016 potvrdilo, že žádnou oficiální informaci o zamýšleném vyznamenání pro kanadského občana také neobdrželo.